# ويليام إيكمان
ويليام إيكمان (بالإنجليزية: William Aikman)‏ هو كاتب أمريكي، ولد في 1824، وتوفي في 1909.